# リヒャルト・アヴェナリウス
リヒャルト・ハインリヒ・ルートヴィヒ・アヴェナリウス（Richard Heinrich Ludwig Avenarius、1843年11月19日 - 1896年8月18日）は、フランス・パリ生まれのドイツ、スイスの哲学者。オーストリア出身の物理学者、科学史家、哲学者のエルンスト・マッハと共に経験批判論の創始者として名高い。

## 生涯
1843年11月19日、フランス・パリに生まれ、ライプツィヒ大学に学んだ。
1868年、オランダの哲学者、神学者であるバールーフ・デ・スピノザの汎神論に関する論文でPh.D.（学位）を取得。
1876年に私講師を務め、翌年の1877年から1896年のに亡くなるまで、ドイツの哲学者でチューリッヒ大学にて教授を務めていたヴィルヘルム・ヴィンデルバントの後任としてチューリッヒ大学の教授を務めた。
1888年から1890年にかけて、アヴェナリウスの主著でもある全2巻からなる『純粋経験批判（Kritik der reinen Erfahrung）』を著した。
1891年には『人間的世界概念（Der menschliche Weltbegriff）』を著した。
1896年8月18日にスイス・チューリッヒで亡くなる。
アヴェナリウスは論理実証主義に大きな影響を与えたが、人間の経験を数学的や独特の用語や記号で表現しようとしたため、唯物論を支持する人々から激しい批判を招いた。